# Splendeuptychia ashna
Splendeuptychia ashna är en fjärilsart som beskrevs av William Chapman Hewitson 1869. Splendeuptychia ashna ingår i släktet Splendeuptychia och familjen praktfjärilar. Inga underarter finns listade i Catalogue of Life.